# División de Konkan
Konkan (en maratí:कोकण विभाग) es una de las seis divisiones administrativas del estado de Maharastra en la India. 

## Distritos
La división se encuentra a su vez subdividida en cinco distritos según la tabla siguiente;
| Distrito         | Capital   | Superficie km² | Habitantes (2011) | Densidad Hab/km² |
| ---------------- | --------- | -------------- | ----------------- | ---------------- |
| Mumbai           | Mumbai    | 157            | 3 145 966         | 20 038,00        |
| Mumbai suburbano | Bandra    | 369            | 9 332 481         | 25 291,28        |
| Thane            | Thane     | 9 558          | 11 054 131        | 1156,53          |
| Raigad           | Alibag    | 7 148          | 2 635 394         | 368,69           |
| Ratnagiri        | Ratnagiri | 8 208          | 1 612 672         | 196,48           |
| Sindhudurg       | Oros      | 5 207          | 848 868           | 163,02           |

## Estadísticas
- Superficie: 30 647 km²
- Superficie bajo riego: 4 384 km²
- Población (censo de 2011): 28 629 512[1]